# 西尾市立吉良中学校
西尾市立吉良中学校（にしおしりつ きらちゅうがっこう）は、愛知県西尾市吉良町富田にある公立中学校。

## 概要
- 西尾市立吉田小学校校区、西尾市立白浜小学校校区、西尾市立横須賀小学校校区、西尾市立荻原小学校校区、西尾市立津平小学校校区の生徒が通学し、校区は旧・幡豆郡吉良町の全域に該当する[1]。

## 沿革
- 1966年（昭和41年）9月1日 - 吉良町立吉田中学校（旧・幡豆郡吉田町）と吉良町立横須賀中学校（旧・幡豆郡横須賀村）を統合し、吉良町立吉良中学校として開校。統合校舎未完成のため、吉田中学校を吉良中学校吉田分教場、横須賀中学校を吉良中学校横須賀分教場とする。
- 1968年（昭和43年）4月3日 - 現在地に校舎（鉄筋コンクリート造）の一部が完成する。吉田分教場、横須賀分教場を廃止し、全生徒が新校舎に移る。
- 1969年（昭和44年）1月13日 - 校舎竣工式を行う。
- 1970年（昭和45年）8月12日 - 体育館、プールが完成する。
- 2011年（平成23年）4月1日 - 吉良町が西尾市に編入される。同時に西尾市立吉良中学校に改称する。

## 交通アクセス
- 名鉄西尾線上横須賀駅下車、徒歩約20分。

## 周辺施設
- 西尾市立横須賀小学校
- 西尾市立荻原小学校